# Angerona bimacularia
Angerona bimacularia là một loài bướm đêm trong họ Geometridae.